# Dècada del 1390
La dècada del 1390 comprèn el període d'anys entre el 1390 i el 1399, tots dos inclosos.

## Esdeveniments
- Es construeix el principal temple de Tenochtitlan
- Aldarulls contra els jueus a les principals ciutats de Catalunya i les Illes Balears
- Cisma a l'església, amb un Papa a Roma i un a Avinyó (antipapa)
- Nou sistema econòmic a l'Imperi Otomà: els timars, mitjançant el qual els cavallers poden administrar part de les terres que conquereixen
- 1397 - Unió de Kalmar:Dinamarca, Noruega i Suècia formen un sol regne
- Rússia s'expandeix cap a l'est